# 6-й армейский корпус СС
6-й армейский корпус при СС (нем. VI. Waffen-Armeekorps der SS (lett.)) — создан 8 октября 1943 года, планировался как латышский.

## Боевой путь корпуса
В январе-июле 1944 года — в составе группы армий «Север» (в районе Пскова).
Осенью 1944 года — корпус отведён в западную Латвию (Курляндский котёл).
Корпус не сдался советским войскам после капитуляции Германии 9 мая 1945 года.
22 мая 1945 года 300 солдат в эсэсовской форме, строем под знаменем 6-го армейского корпуса СС, пытались достичь Восточной Пруссии. Отряд был настигнут красноармейцами и принял бой. Командир корпуса, Вальтер Крюгер, отстреливался до последнего патрона, которым и застрелился.

## Состав корпуса
Корпусные части
- 106-й батальон связи СС (SS Signals Battalion 106)
- 506-й реактивный артиллерийский дивизион СС (SS Nebelwerfer Battalion 506)
- 506-я тяжёлая артиллерийская батарея СС (Schwere SS Artillery Ranging Battery 506)
- 106/506-й зенитный артиллерийский дивизион СС (SS Flak Battalion 106 / 506)
- Инженерная рота (Pionier Company VI.SS Corps)
- Учебный батальон (Lehr Battalion VI.SS Corps)
- 106-я транспортная рота СС (SS Transport Company 106)
- 106-я рота полевой жандармерии СС (SS Feldgendarmerie Company 106)

В июне 1944:
- 15-я добровольческая пехотная дивизия СС (1-я латышская)
- 19-я добровольческая пехотная дивизия СС (2-я латышская)
- 93-я пехотная дивизия

В декабре 1944:
- 4-я танковая дивизия
- 21-я танковая дивизия
- 19-я добровольческая пехотная дивизия СС (2-я латышская)
- 93-я пехотная дивизия
- 227-я пехотная дивизия
- 12-я авиаполевая дивизия

В апреле 1945:
- 12-я танковая дивизия
- 24-я танковая дивизия
- 19-я добровольческая пехотная дивизия СС (2-я латышская)

## Командующие корпусом
- С 8 октября 1943 года по 11 июня 1944 года — СС-обергруппенфюрер Карл Пфеффер-Вильденбрух
- С 11 июня 1944 года по 21 июля 1944 года — СС-обергруппенфюрер Фридрих Екельн
- С 21 июля 1944 года по 25 июля 1944 года — СС-группенфюрер Карл фон Тройенфельд
- С 25 июля 1944 года по 22 мая 1945 года — СС-обергруппенфюрер Вальтер Крюгер